# Heike Rusch
Heike Rusch (* 2. Juli 1976) ist eine ehemalige deutsche Tennisspielerin.

## Karriere
Rusch spielte vor allem auf dem ITF Women’s Circuit, wo sie einen Turniersieg feiern konnte. Im Januar 1993 gewann sie den Titel im Juniorinneneinzel bei den Australian Open gegen Andrea Glass mit 6:1 und 6:2.
1994 bis 1998 spielte Rusch in der Tennis-Bundesliga.

## Turniersieg

### Einzel
| Nr. | Datum          | Turnier | Kategorie   | Belag | Finalgegnerin     | Ergebnis      |
| --- | -------------- | ------- | ----------- | ----- | ----------------- | ------------- |
| 1.  | September 1992 | Sofia   | ITF $25.000 | Sand  | Sandra van der Aa | 6:3, 4:6, 6:3 |

## Persönliches
Nach ihrer aktiven Tenniskarriere eröffnete Rusch 2004 eine Praxis der Physiotherapie in Fronreute und lebt mit Partner und Kindern in Staig.